# Lindernia crenata
Lindernia crenata é uma espécie botânica do gênero Lindernia pertencente à família Linderniaceae.